# Parlament de Bretanya

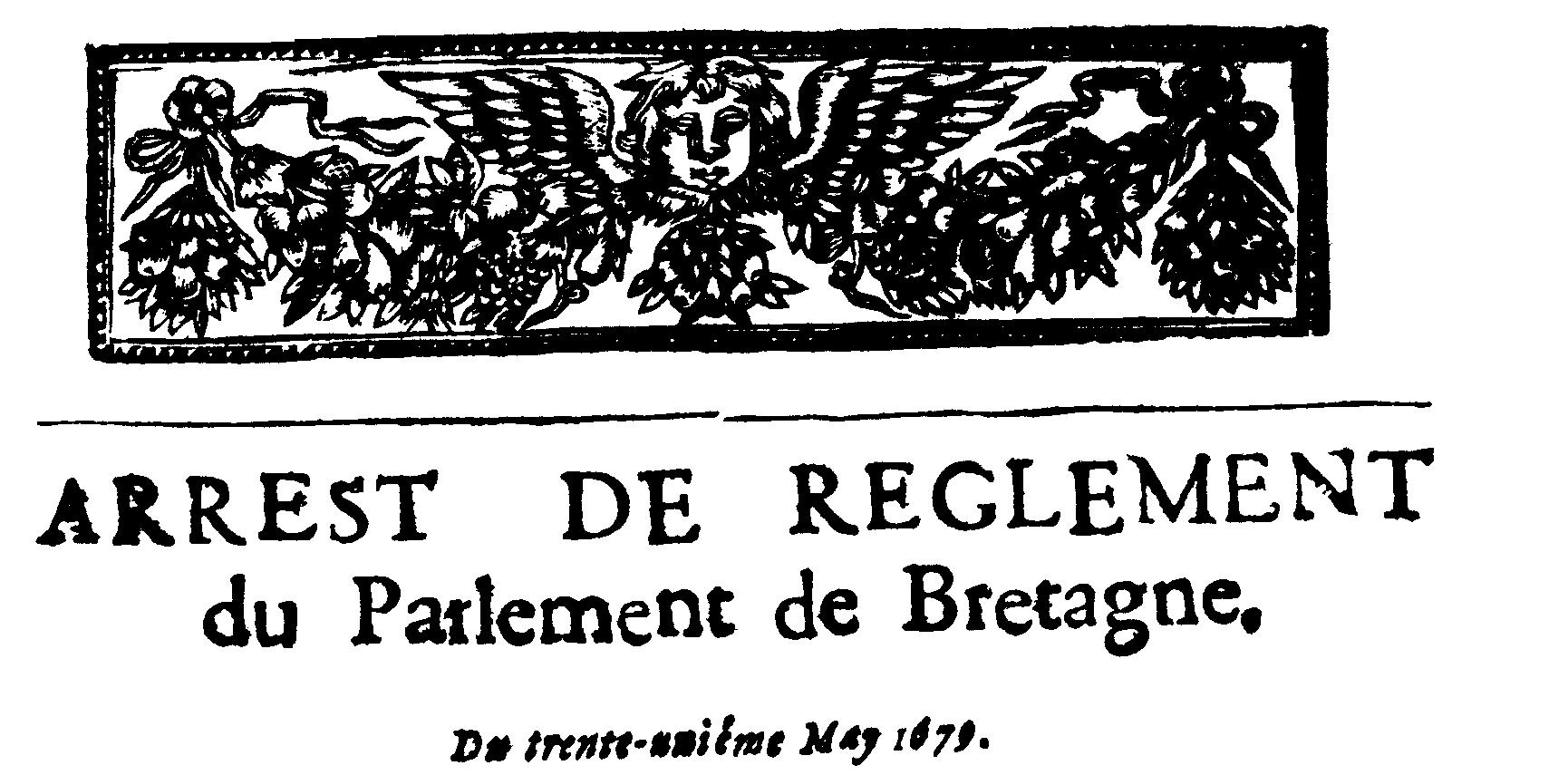
Encapçalament d'un reglament del Parlament de Bretanya (1679)

El Parlament de Bretanya fou un parlament de l'Antic règim francès creat el 1554 per un edicte del rei Enric II de França, amb seu permanent al palau del Parlament de Bretanya a partir del 1709 fins que fou dissolt arran de la Revolució francesa el 1790.

## Cronologia
- 1485 - el duc Francesc II de Bretanya estableix un Parlament sobirà a Gwened. Carles VIII de França ordenà el 1532 que les apel·lacions fossin resoltes al Parlament de París, de tal manera que resta sobirania a la província.
- 1532 - Unió de Bretanya a França.
- Març de 1553: Creació del Parlament de Bretanya, amb sessions alternatives a rennes (agost-octubre) i Nantes (febrer-abril).
- 2 d'agost de 1554: Primera reunió a Rennes seguit per la segona a Nantes el 4 de febrer de 1555
- Juny de 1557: Nantes a la fixació a Nantes de dos períodes de sessions: es reparteixen entre la Gran Cambra i la Cambra d'Enquestes. Seixanta jutges.
- 1561: Fixació de dues reunions a Rennes, al convent dels Cordeliers
- desembre de 1575: creació de la Tournelle, jurisdicció penal.
- setembre de 1580: Creació de la cambra de peticions, que dicta les seves pròpies sentències, objecte de recurs davant el Parlament.
- 1591: Inici de les pròrrogues de les reunions, sense augment de salaris
- 20 de març 1598: Amnistia pels parlamentaris de la Lliga de la Cort establerta a Nantes el 1589 per Philippe-Emmanuel de Lorraine, duc de Mercoeur
- 1599 - 1600: Interdicció dels magistrats de la reunió celebrada a l'agost
- Juliol de 1600: Les reunions semestrals són: de febrer a juliol i agost a gener.
- 1631: Conflicte amb Richelieu després de la restauració del dret d'ancoratge.
- 22 de gener 1668: Creació de la Cambra de Reforma de la noblesa de Bretanya.
- 18 de setembre 1675: Lluís XIV de França trasllada la cort a Gwened per castigar Rennes per haver participat en la revolta del paper segellat.
- 1 de febrer 1690: Primera reunió després del retorn de la cort a Rennes.
- febrer de 1704: Creació d'una Sala de Recursos per a casos sobre l'aigua i els boscos; càmera reunida poc després al cos dels oficials.
- Març de 1724: Una sola reunió anual 12 de novembre al 24 d'agost i creació d'una Cambra de les vacances per a un nombre de casos durant les vacances, es crea una segona sala d'enquestes per la curta durada de la segona sala de sol·licituds.
- 15 de juliol de 1769: Restauració del Parlament en la seva totalitat després que el cas de Duc d'Aiguillon (1766).
- Setembre de 1771: Abolició del Parlament a conseqüència del cop de majestat proposat a Lluís XV de França pel Canceller de Maupeou.
- Desembre de 1774: Recordatori del Parlament arran de l'arribada de Lluís XVI de França.
- 1788: Molt forta oposició del Parlament als decrets que estableixen la creació de grans batllies. El Parlament es va negar a nomenar els membres als Estats Generals.
- 1789: Darrera reunió.
- 3 de febrer de 1790: Fi de l'existència legal. No obstant l'anul·lació, dictada unilateralment per l'Assemblea Nacional, mai va ser ratificada pel parlament de Bretanya, que ha declarat el mateix dia "de nul·Litat absoluta i a perpetuïtat" (Tesi Toublanc).
- El 1804, el Parlament esdevé la seu del Tribunal d'Apel·lació de Rennes.
- En 1999, després de 5 anys de treball, el tribunal d'apel·lació pot reprendre la seva activitat en el Parlament.

## Paper del Parlament en l'Antic Règim
Igual que altres parlaments regionals de França sota l'Antic Règim, el parlament de la Bretanya és un tribunal de justícia, cort sobirana a la que podien presentar apel·lacions de sentències de tribunals inferiors.
Els parlaments també tenien prerrogatives legislatives que permetien fer valer una certa autonomia en relació amb el poder reial. Els bretons estaven interessats en la defensa dels drets de la província conservats pel Tractat d'unió amb França, les "llibertats de Bretanya", l'exercici d'aquesta facultat d'impugnació pel parlament bretó va ocupar un lloc important en la vida d'aquesta institució i, per tant, en la vida de tota la província.
A aquesta motivació oficial de resistència a les innovacions reials, s'hi barrejava constantment la defensa de les seves atribucions institucionals i com a corporació aristocràtica, la defensa dels privilegis de la noblesa. De la mateixa composició i interessos molt semblants, el Parlament de Bretanya i els Estats de Bretanya sempre han estat solidaris, ja fos en defensa o en atac.

## Competència judicial
Si pel seu objectiu principal, el parlament de Bretanya estava ocupat principalment en recursos de cassació de les sentències dins de la seva jurisdicció en matèria civil i penal, va haver d'investigar i actuar com a tribunal de primera instància en una àmplia gamma de judicis i qüestions que escapaven per raons diverses a les competències d'altres jurisdiccions de la província.
Els oficials de l'Almirallat havien de ser rebudes per la Cambra de Peticions (examen de la llei i informació de "bona vida i modes, sentència de recepció).

### Primera Instància
- Afers relatius als "privilegis, prerrogatives i supremacia dels antics barons de Bretanya"
- Afers referents als Capítols, els feus dels bisbes (régaires)
- Assumptes relatius als clergues i oficials reials (després de les "cartes de committimus)
- Afers sobrevinguts en el recinte del Parlament
- Abús o malversació dels secretaris, agutzils, uixers i advocats
- Afers relatius als privilegis de les ciutats, comunitats i parròquies
- Establiment de reglaments de fires i mercats
- Qüestions de política general (a petició de l'acusació)
- Casos de "preses de part"
- Contestacions als jutges relatives als seus càrrecs
- Conflictes de jurisdicció
- Protestes contra els impostos i les espècies
- Preguntes d'elecció de jurisdicció per als casos en diverses jurisdiccions
- Qüestions de tutela i interdiccions

### DemandesOmissio Medio
- Demandes "com incompetent per jutjar"
- Apel·lacions de jurisdiccions reials en relació amb la "possessió" de beneficis (amb exclusió dels presidials)
- Demandes de "denegació de justícia" i "de referència"
- Apel·lació de les sentències del jutge prebost, conservador dels privilegis de la Universitat de Nantes
- Apel·lacions dels tribunals o capítols régaires
- Apel·lacions "com d'abús
- Apel·lacions de "confiscació" i simples confiscacions
- Reclamacions de bans judicials d'adjudicacions d'immobles.
- Apel·lacions de sentències dictades sobre la qualitat d'"hereu beneficiari"
- Apel·lacions dels laudes arbitrals i consulars

## Jurisdicció civil
Pel que fa a les sentències de la Gran Cambra i si no es té en compte que alguns processos podien durar 10 anys, la dilació entre la sentència en Primera Instància (presidial) i l'apel·lació és de dos a tres anys fins a començament del segle xviii, però augmentà regularment i sobrepassà els cinc anys a finals de segle.
Per la mateixa mostra dels casos, el Parlament va confirmar la decisió en el 60% dels casos i va admetre la demanda en el 30% dels casos, alguns d'ells, objecte d'una referència a la Cort (encara menys del 10% de la detenció abans de concedir dret ...). Més de la meitat dels procediments eren relacionats amb assumptes d'herència, propietat i rendició de comptes.

## Competències administratives
El Parlament de Bretanya tenia algunes facultats administratives, com la tutela de parròquies o de la policia general. Els litigis i queixes que instruïa li permetien estar informat de les dificultats generals per a justificar les decisions de reglament més enllà de l'àmbit estrictament jurídic. De la mateixa manera, les ordenances i edictes reials podien demanar una adaptació més o menys immediata. Una de les grans innovacions de les lleis de 16 i 24 d'agost de 1790 fou la separació de tribunals judicials i administratius.
Les parròquies havien de demanar la seva aprovació abans de qualsevol aixecament de fons destinats a les seves pròpies necessitats (reparacions): hi havia quaranta demandes parròquies de Bretanya per un semestre del 1693. Els rectors s'encarregaven de fer publicitat d'aquests casos, i moltes de les sentències amb l'advertiment del Fiscal General de Rei acabaven amb la frase "que s'imprimeixi, es llegeixi, i que la publicació sigui mostrada a les grans misses parroquials sempre que sigui necessari".

## Arxius
Els arxius del Parlament de Bretanya no han estat objecte de destrucció particular; repartits entre nombroses seccions de la sub sèrie B-1, són conservats pels arxius departament als d'Ille i Vilaine. Si els fons de l'acció penal (apel·lacions, 1 g i B i 1 B, n) són la base de moltes memòries i tesis d'història, els fons de les cambres civils no han estat pas explotats.